# Steven Universe (film)
Steven Universe: The Movie je americký animovaný televizní muzikál animátorky a producentky Rebeccy Sugarové odvysílaný na stanici Cartoon Network v září 2019. Volně navazuje na seriál Steven Universe.

## Synopse
Děj filmu začíná dva roky po událostech páté řady seriálu. Hlavní postava Steven Universe, napůl člověk a napůl mimozemská anorganická bytost („drahokam“), se jako šestnáctiletý vrací s nově nabytým sebevědomím zpět na planetu Zemi do městečka Beach City z domovské planety drahokamů a je spolu se svou adoptivní rodinou Křišťálových drahokamů a lidskými i mimozemskými přáteli připraven po usmíření s autoritářským řežimem Diamantů žít bez bojů a nebezpečí. Tento sentiment je vyjádřen písní „Happily Ever After“ (v překladu „šťastně až do smrti“) nazpívanou osmi postavami. Pokoj je zanedlouho narušen příletem dosud neznámého padoucha jménem Spinel (podle minerálu spinel), která má nevyřízené účty s matkou Stevena Rose Quartz a rozhodne se nejdříve vymazat paměť Křišťálových drahokamů a následně zničit všechen organický život na zemi.

## Obsazení
| Zach Callison      | Steven Universe   |
| Estelle            | Garnet            |
| Michaela Dietz     | Amethyst          |
| Deedee Magno Hall  | Pearl             |
| Tom Scharpling     | Greg Universe     |
| Grace Rolek        | Connie Maheswaran |
| Sarah Stiles       | Spinel            |
| Shelby Rabara      | Peridot           |
| Jennifer Paz       | Lapis Lazuli      |
| Uzo Aduba          | Bismuth           |
| Patti LuPone       | Yellow Diamond    |
| Lisa Hannigan      | Blue Diamond      |
| Christine Ebersole | White Diamond     |

...A další
Zdroj: IMDb

## Produkce
Film byl oznámen krátkou upoutávkou na konci panelové diskuse s tvůrkyní seriálu Rebeccou Sugarovou a několika dabéry hlavních postav na sandiegském Comic-conu v červenci 2018. Při stejné příležitosti o rok později byl odvysílán první trailer a vydán singl „True Kinda Love“ nazpívaný Zachem Callisonem a Estelle. Tento devadesátiminutový animovaný snímek byl vytvořen studiem Cartoon Network Studios a poprvé odvysílán na televizní stanici Cartoon Network 2. září 2019.

### Hudba
Originální písně různých žánrů jsou důležitou součástí výpravy původního seriálu. Na hudbě pro filmový muzikál se kromě Rebeccy Sugarové, zpěvaček Estelle, Patti LuPone a dalších dabérů postav podíleli například Chance the Rapper jako koproducent a autor nebo Aimee Mann a Ted Leo z indie rockového dua The Both. Soundtrack obsahuje celkem 38 skladeb z toho 15 zpívaných.

#### Seznam skladeb
1. „The Tale of Steven“ (zpěv Christine Ebersole, Lisa Hannigan a Patti LuPone)
2. „Once Upon a Time“
3. „Message to the Universe“
4. „Let Us Adore You“ (Christine Ebersole, Lisa Hannigan, Patti LuPone a Zach Callison)
5. „Home Sweet Home“
6. „Happily Ever After“ (Zach Callison, Deedee Magno Hall, Estelle, Michaela Dietz, Tom Scharpling, Uzo Aduba, Jennifer Paz a Shelby Rabara)“
7. „The Arrival“
8. „Other Friends“ (Sarah Stiles, Zach Callison, Deedee Magno Hall, Estelle a Michaela Dietz)
9. „One on One“
10. „system/BOOT.PearlFinal(3).Info“ (Deedee Magno Hall, Tom Scharpling, Zach Callison, Charlyne Yi a další)
11. „With Friends Like These“
12. „Crystal Gem Huddle“
13. „Who We Are“ (Uzo Aduba, Zach Callison, Jennifer Paz, Shelby Rabara a Sarah Stiles)
14. „Hijinks Will Ensue“
15. „Isn’t It Love?“ (Estelle)
16. „Search Party“
17. „Echoes of Friendship“
18. „No Matter What“ (Zach Callison a Michaela Dietz)
19. „Our Handshake“
20. „No Ordinary Injector“
21. „Disobedient“ (Kate Micucci a Michaela Dietz)
22. „Let’s Duet“
23. „Independent Together“ (Ted Leo, Deedee Magno Hall a Aimee Mann)
24. „Running Out of Time“
25. „Feelings Flooding Back“
26. „A Special World“
27. „Drift Away“ (Sarah Stiles)
28. „Found“ (Sarah Stiles a Zach Callison)
29. „Downward Spiral“
30. „True Kinda Love“ (Estelle a Zach Callison)
31. „The Missing Piece“
32. „Change“ (Zach Callison)
33. „Not Good at All“
34. „There’s No Such Thing as Happily Ever After“
35. „Are We Interrupting Something?“
36. „Let Us Adore You“ (Christine Ebersole, Lisa Hannigan, Patti LuPone a Sarah Stiles)
37. „Finale“ (Zach Callison, Deedee Magno Hall, Estelle, Michaela Dietz a další)
38. „True Kinda Love – Music Video Version“ (Estelle a Zach Collison)

Zdroj: Billboard